# موناكو فيل

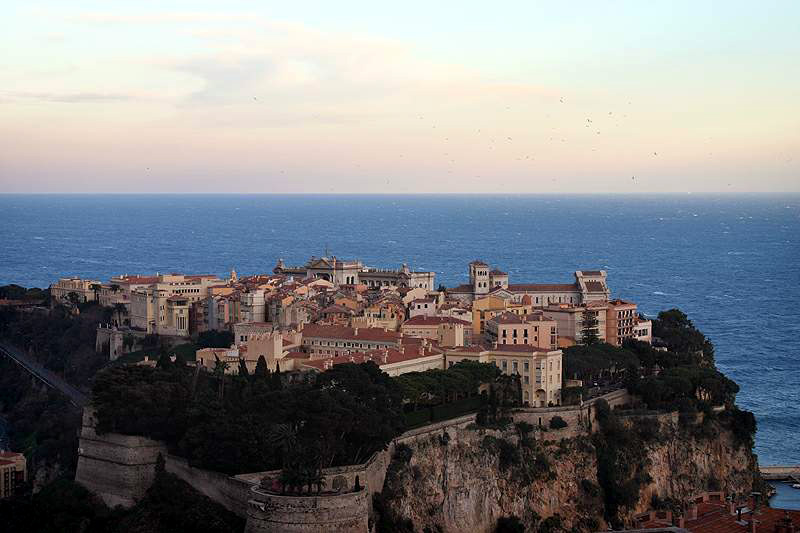
موناكو فيل ويبدو قصر الإمارة، المقر الرسمي للأمير

موناكو فيل (بالفرنسية: Monaco Ville) هي مقر قلعة موناكو أو القلعة المحصنة الرئيسية التي تأسست بها إمارة موناكو، وتعتبر رسمياً عاصمة الإمارة.
تتكون القلعة من قصر الإمارة، وكاتدرائية سان نيكولاس ومتحف الأوقيانوغرافيك حيث توجد جميع هذه المباني داخل مجمع القلعة. ويقدر عدد قاطني «مربع موناكو فيل» الإداري بنحو 1151 نسمة.
تعرف موناكو فيل محليا كذلك باسم «الصخرة» أو le rocher وهي واحدة من أربع مناطق إدارية تتكون منها إمارة موناكو.

## أعلام
- جاك هونوريه رينيه أمير موناكو
- الأميرة غابرييلا، كونتيسة كارلاديس
- أوليفر بوسكاجلي

## معرض صور

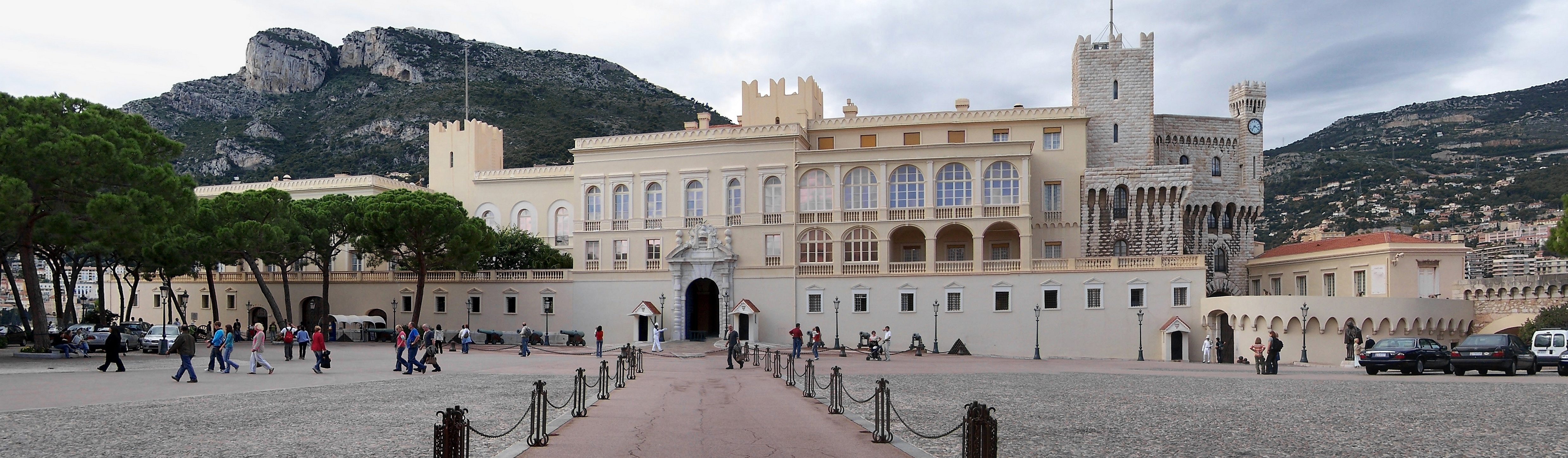
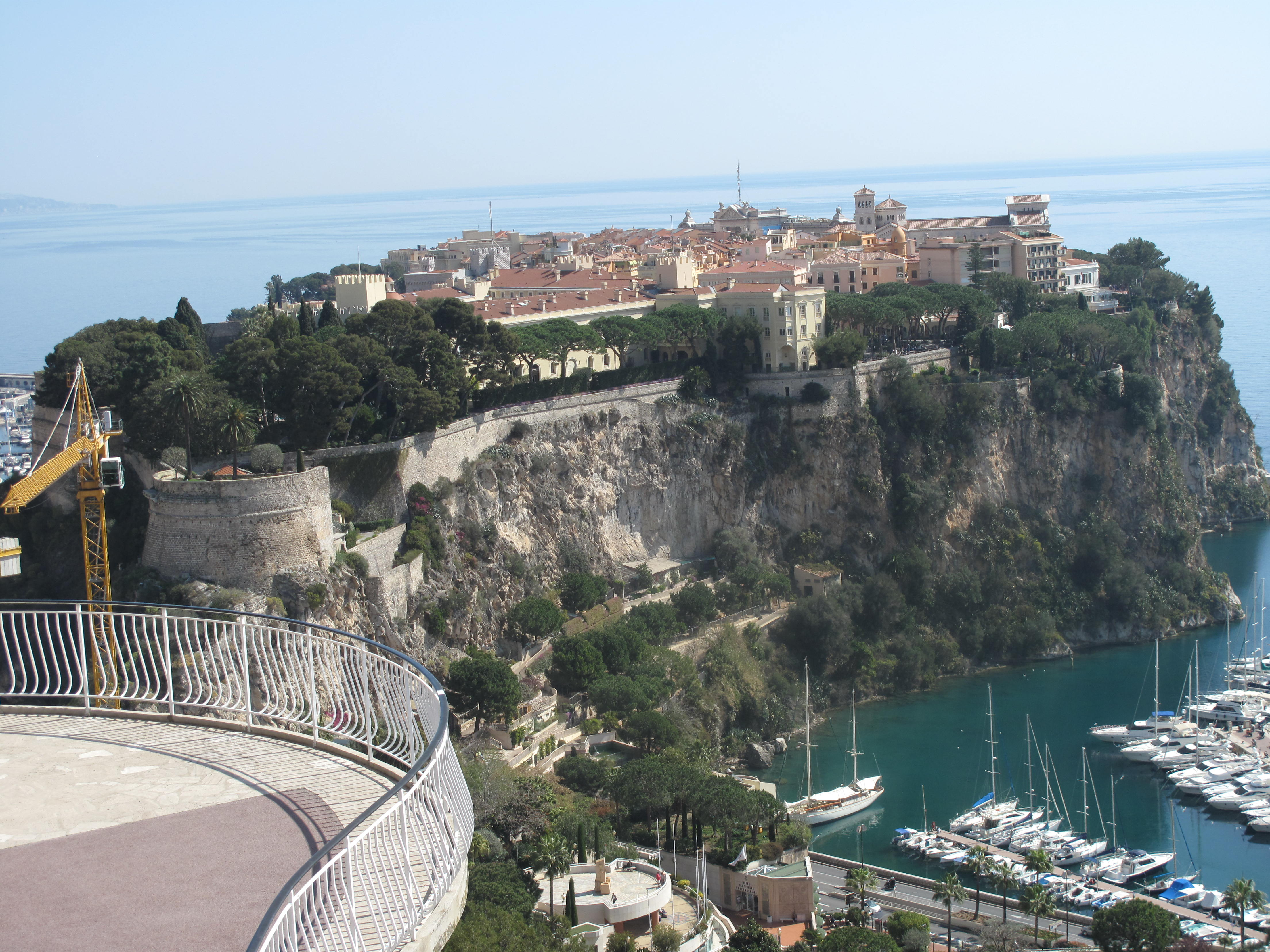
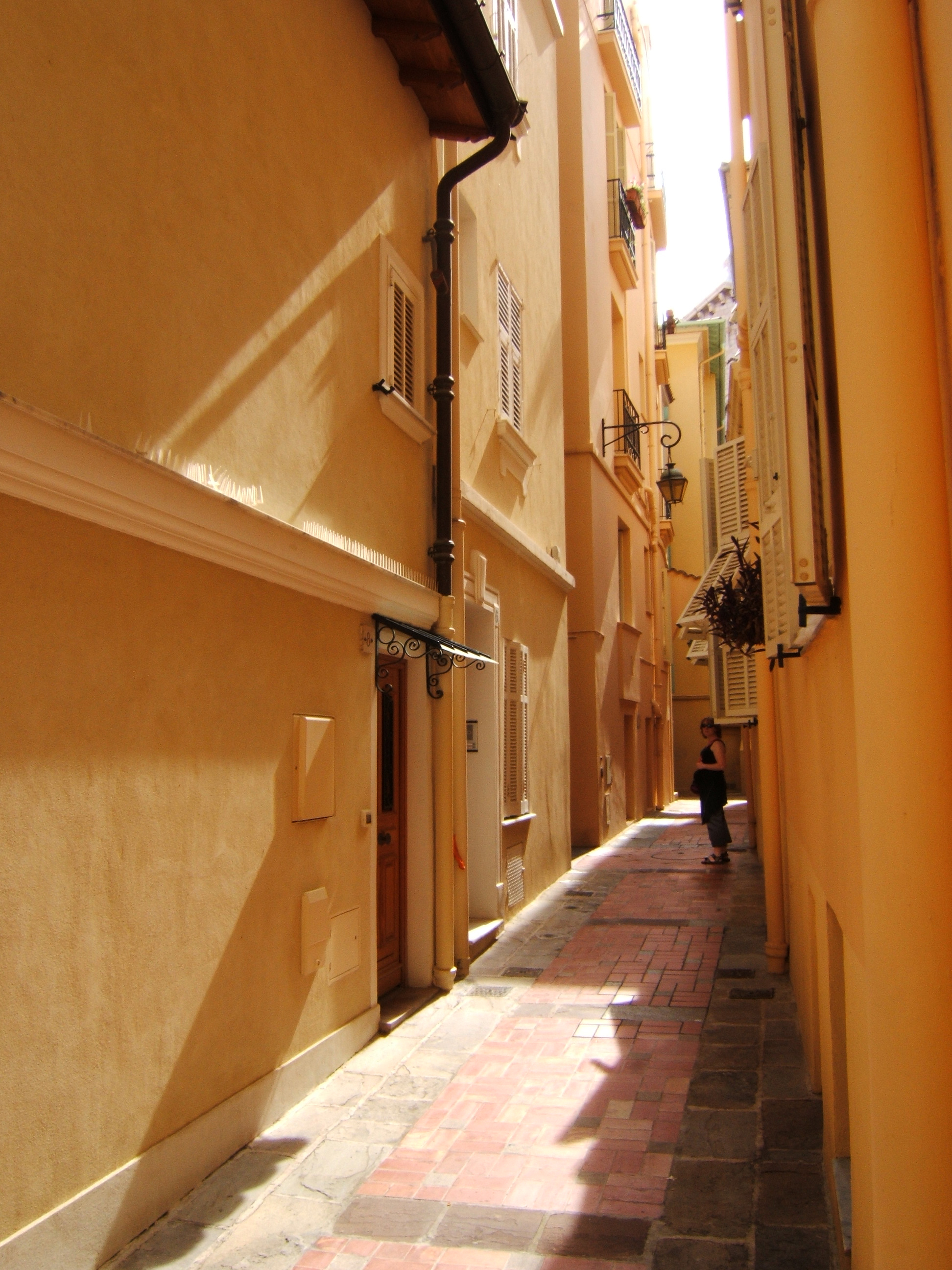
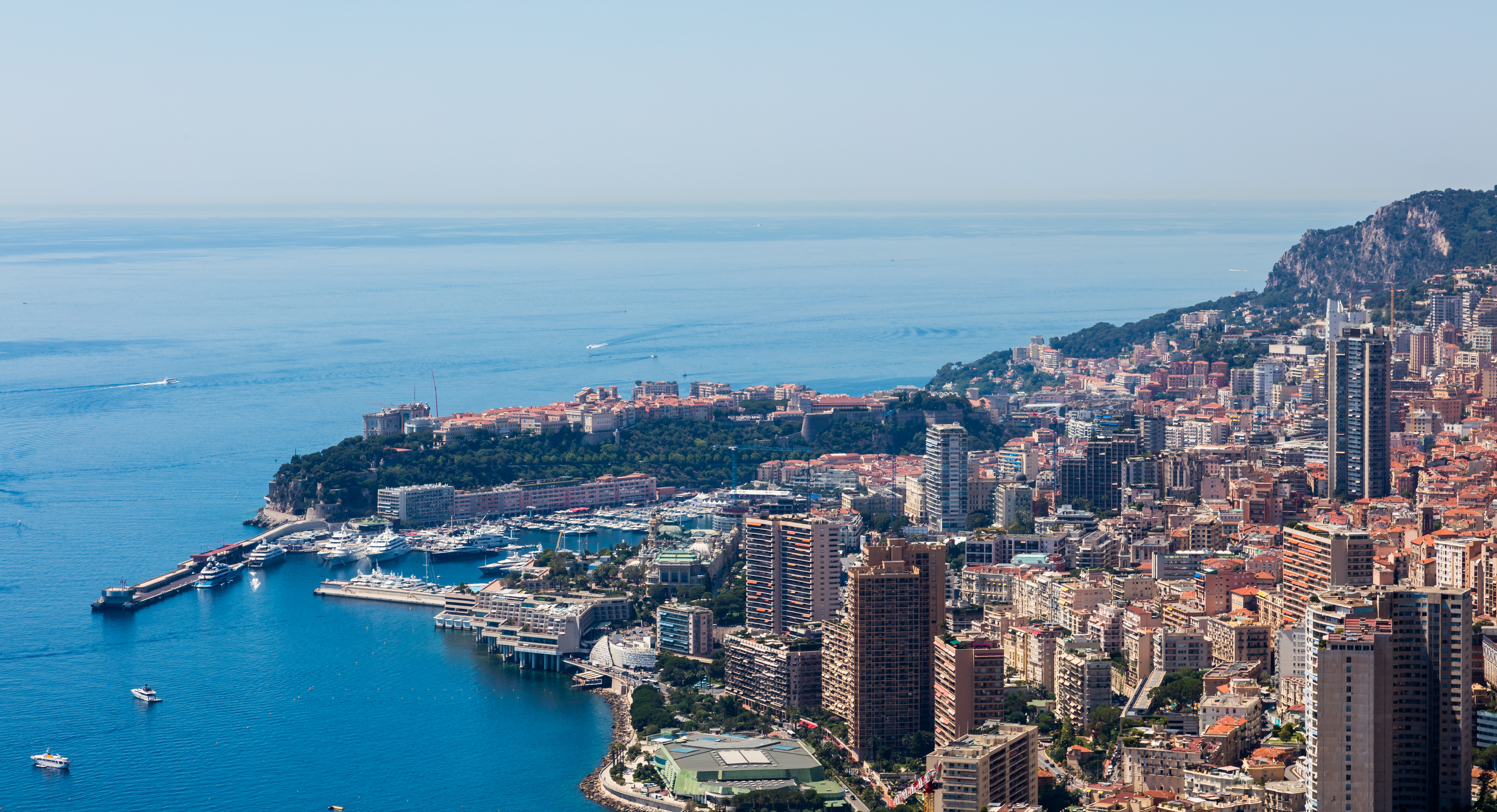